# Juro Pranjić
Juro Pranjić (Tuzla, 1959.), poznati hrvatski bosanskohercegovački arhitekt iz Tuzle

## Životopis
U Tuzli je završio srednju građevinsku školu. Studirao je u Sarajevu na Arhitektonskom fakultetu na kojem je diplomirao 1983., a 1989. završio poslijediplomski studij o temi “Arhitektura u slobodnom prostoru” u Zagrebu. Supruga Evica je također diplomirani inženjer arhitekture i profesorica je stručnih predmeta u Građevinsko-geodetskoj školi u Tuzli. Juro Pranjić vodi arhitektonski ured d.o.o. Novi dom u Tuzli, a od 2009. godine mu se u radu pridružila i kći Ana, magistrica arhitekture. Osim nje ima još troje djece, kći Mariju - magistricu ekonomije, Luciju - studenticu arhitekture i sina Ivana - studenta prava. 
2000-ih je Pranjić oduševio stručnu javnost projektima. Većina novih središnjih crkvenih projekata u BiH Pranjićevo je djelo. Krunom Pranjićeva arhitektskog rada je pobjeda na dva natječaja od izuzetno velikog značaja za Hrvate u BiH: projekt Gospinog svetišta na Kondžilu.Nakon deset godina ustrajne borbe, Vrhbosanska nadbiskupija izborila je lokaciju Isusovačkog centra u Sarajevu na Grbavici, koja je Pranjićev projekt.
Jedan od najvećih Pranjićevih projekata je industrijska zona općine Odžak, koji je i najveći objekt u Posavini.
Pranjićevo je djelo nova crkva i četrnaest postaja-kapelica kalvarije u Drijenči. Postaje su duž asfaltirane prometnice koja gradi sponu između crkve i groblja. Zahvaljujući postajama križnog puta, Drijenča postaje i hodočasničko mjesto za katolike tuzlanskoga kraja
Prema projektu Ane Bosankić i Jure Pranjića, pokrenuta je obnova župne crkve Rođenja BDM u Ulicama.
Pranjić je u cijelosti izradio i Franjevačkom samostanu i Hrvatima s ovih prostora i svim budućim generacijama darovao Projekt Hrvatskog kulturnog centra „Sveti Franjo". Tim projektom oživljava se stara gradska jezgra u kojoj je nekada bila katolička crkva (srušena 1987.), te se čuva identitet Hrvata ovog kraja. Centar je izgrađen na starom crkvištu. Ovaj će prostor biti namijenjen za kulturno-umjetnička događaja tuzlanskih Hrvata, a franjevci imaju zamisao da se u ovom Centru otvori i sveučilišni odsjek za orgulje. U Pranjićevoj zgradi je predviđeno da se radi još djelotvornije povezanosti Tuzle i BiH s Republikom Hrvatskom, u Centru nađe i generalni konzulat RH. Cijeli je projekt dio revitalizacije povijesne jezgre Tuzle.
Prema projektu Jure Pranjića i Ane Bosankić izgrađena je Kapela sv. Franje u Gornjem Vukšiću koja je odabrana od strane međunarodnog stručnog žirija, kao jedan od 12 projekata u kategoriji realizacija, na selektivnoj izložbi najboljih arhitektonskih ostvaranje Collegium artisticum 2017- Arhitektura koju organizira Asocijacija arhitekata u Bosni i Hercegovini.
Član je ogranka Matice hrvatske u Tuzli. Učlanio se iste godine kad je ogranak obnovljen, 2001. godine.